# دوستت دارم (فیلم ۲۰۰۶)
دوستت دارم (به هندی: Humko Tumse Pyaar Hai) فیلمی است محصول سال ۲۰۰۶ و به کارگردانی باتی سوماً، ویکرام بات است. در این فیلم بازیگرانی همچون آرجون رامپال، آمیشا پاتل، بابی دئول، پارمیت ستهی ایفای نقش کرده‌اند.